# Anna Rosina de Gasc
Anna Rosina de Gasc (geboren Anna Rosina Lisiewska, Berlijn, 10 juli 1713 – Dresden, 26 maart 1783) was een Duitse portretschilder.

## Levensloop
Anna Rosina werd geboren in een familie van schilders van Poolse adellijke afkomst in Berlijn. Haar vader, Georg Lisiewski (1674-1751), leerde haar, haar jongere zus Anna Dorothea (1721-1782) en haar broer Christoph Friedrich (1725-1794) schilderen. Later studeerde ze bij de schilder Antoine Pesne en leerde zijn stijl van schilderen.
In 1757 werd ze aangesteld als hofschilder van Frederik August van Anhalt-Zerbst. Tijdens haar tien jaar durende verblijf aan het hof, schilderde zij een galerij van veertig dames. Later verhuisde ze naar het hertogelijk hof van Brunswijk waar ze een royale subsidie kreeg van hertogin Philippine Charlotte van Brunswijk-Wolfenbüttel.
In 1741 trouwde Anna Rosina met de Pruisische hofschilder David Matthieu (1697-1755) en werd ze stiefmoeder van Georg David Matthieu. Na de dood van David trouwde ze in 1760 met Louis de Gasc, die een vriend van schrijver en vrijdenker Gotthold Ephraim Lessing was. Ze kregen samen twee kinderen.

## Werkzaam
- 1757: hofschilder in Anhalt-Zerbst
- 1769: erelid van de Dresden Academie voor Schone Kunsten
- 1777: hofschilder van het vorstendom Brunswijk-Wolfenbüttel

## Galerij

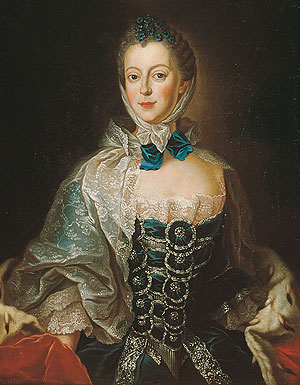
Portret van Elisabeth Friederike Sophie van Brandenburg-Bayreuth, 1750, Schloss Fontaine, Eckersdorf
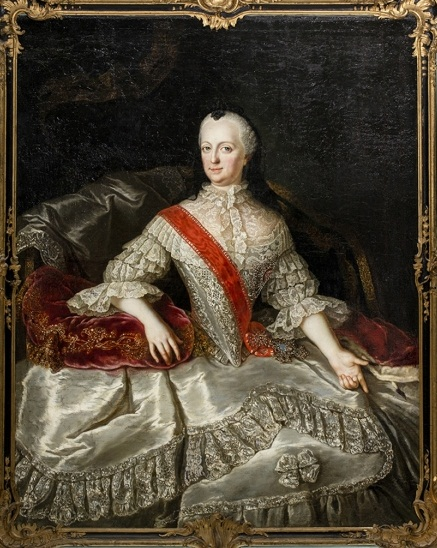
Portret van Johanna Elisabeth van Sleeswijk-Holstein-Gottorp, 1752, Schloss Gottorf, Schleswig
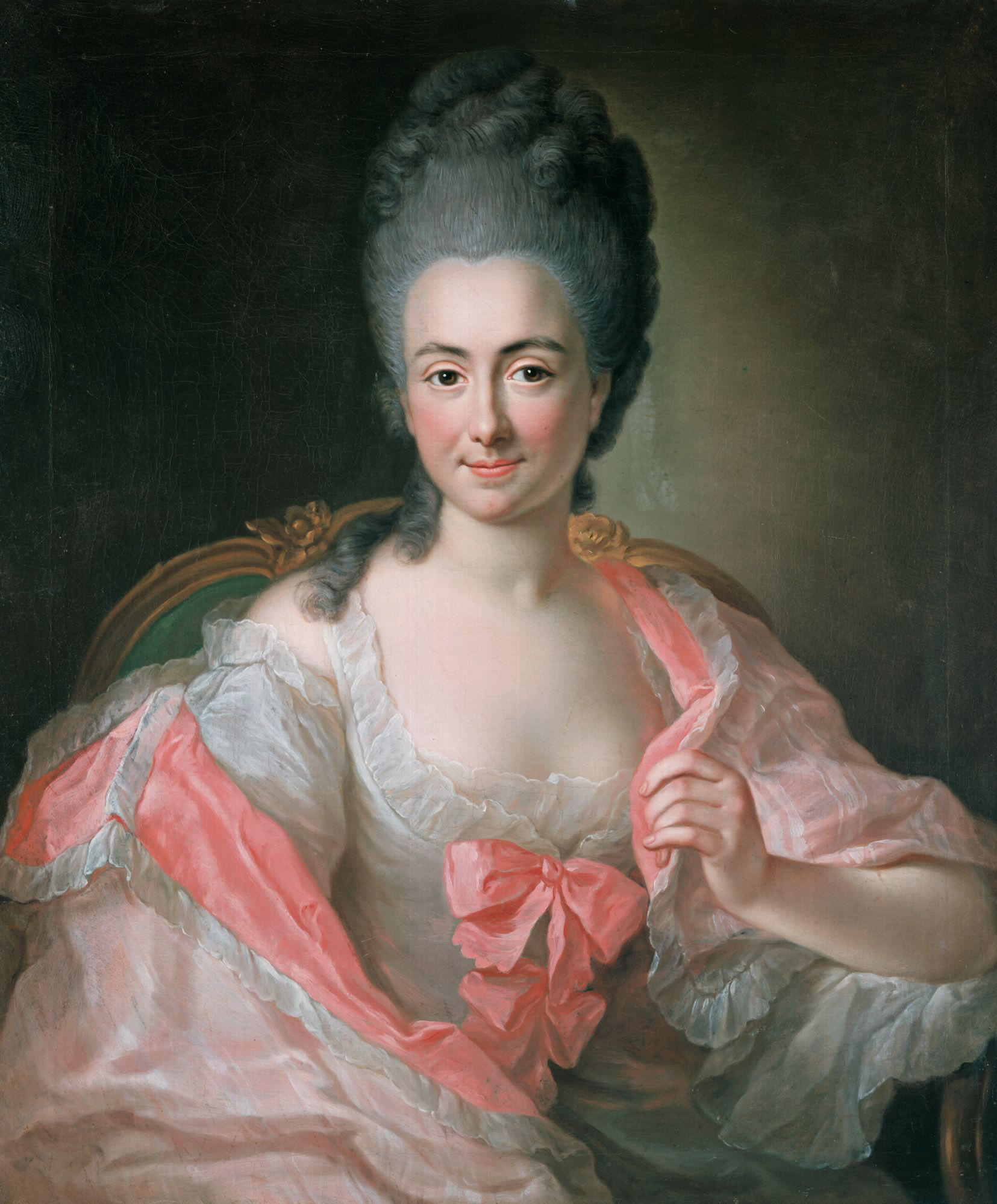
Portret van Maria Antonia Branconi, 1770, Herzog Anton Ulrich Museum, Braunschweig
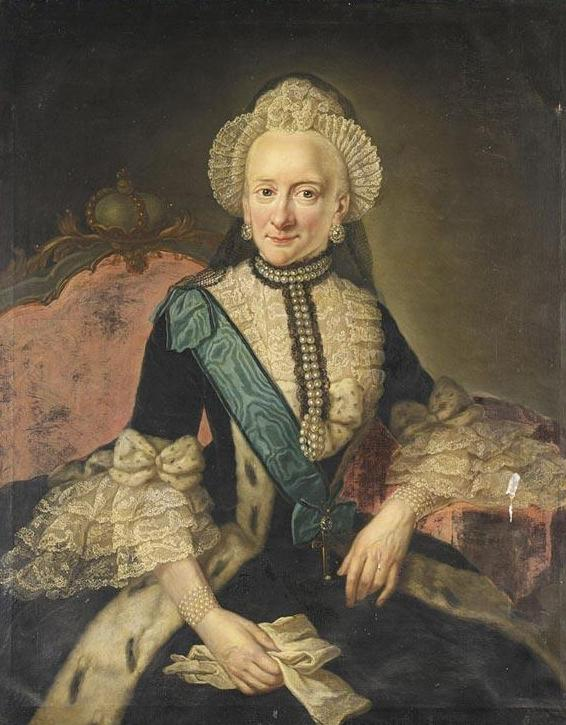
Portret van Theresa van Brunswijk, vorstin-abdis van Gandersheim, 1773, Schlossmuseum, Braunschweig
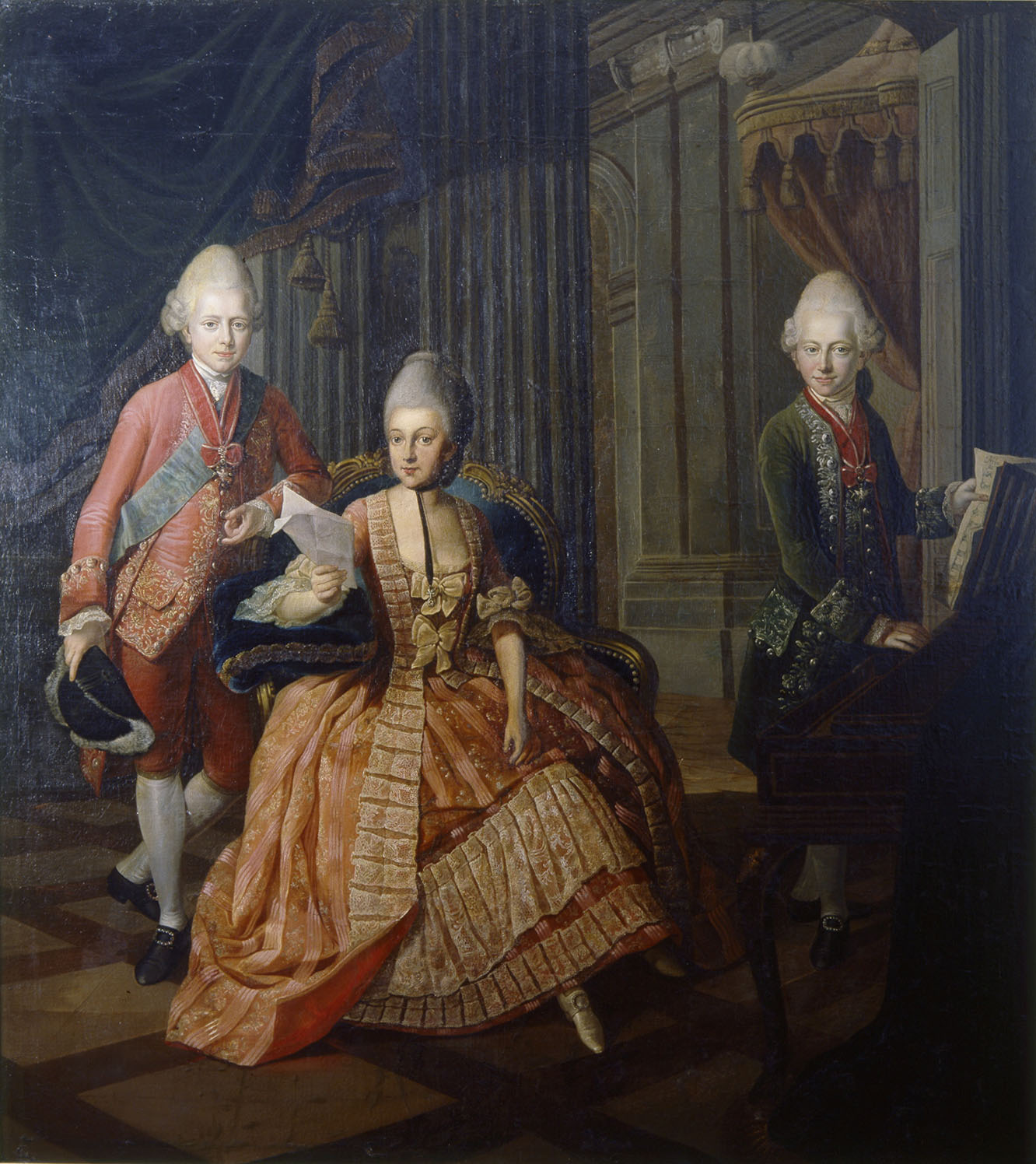
Portret van Anna Amalia van Brunswijk, ca. 1773, Klassik Stiftung, Weimar
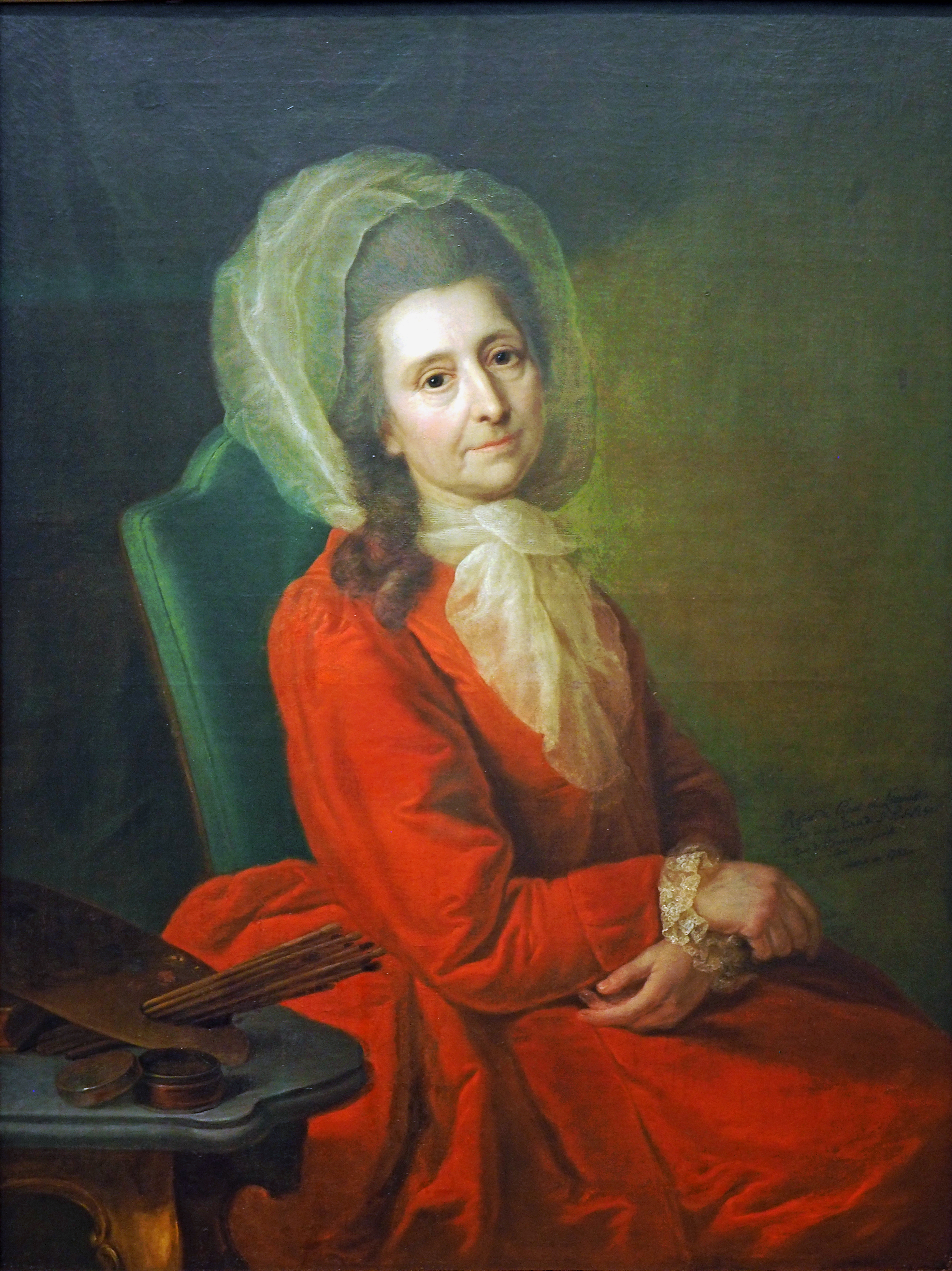
Zelfportret, 1782, Niedersächsisches Landesmuseum Hannover, Hannover